# Kabinett Stabel
Das Kabinett Stabel bildete vom 2. April 1860 bis zum 24. Juli 1866 die Landesregierung von Baden.
| Amt                                                                | Name                                                                                         |
| ------------------------------------------------------------------ | -------------------------------------------------------------------------------------------- |
| Kabinetts- und Staatsminister als Präsident des Staatsministeriums | Anton von Stabel offiziell erst seit dem 2. Mai 1861 leitender Kabinetts- und Staatsminister |
| Äußeres und großherzogliches Haus                                  | Anton von Stabel bis zum 1. Mai 1861                                                         |
| Äußeres und großherzogliches Haus                                  | Franz Freiherr von Roggenbach vom 1. Mai 1861 bis zum 19. Oktober 1865                       |
| Äußeres und großherzogliches Haus                                  | Ludwig Freiherr von Edelsheim seit 19. Oktober 1865                                          |
| Inneres                                                            | August Lamey                                                                                 |
| Finanzen                                                           | Vollrath Vogelmann                                                                           |
| Justiz                                                             | Anton von Stabel                                                                             |
| Krieg                                                              | Damian Ludwig                                                                                |
| Handel                                                             | Gideon Weizel vom 9. Juni 1860 bis Anfang 1863                                               |
| Handel                                                             | Franz Freiherr von Roggenbach Anfang 1863 bis zum 30. Januar 1864                            |
| Handel                                                             | Karl Mathy seit 1864                                                                         |